# Luis Hernán Ramírez Mendoza
Luis Hernán Ramírez Mendoza (natural de Moyobamba, departamento de San Martín, Perú, (23 de junio de 1926 - 17 de julio de 1997) fue un lingüista y literato, director del Programa Académico del Ciclo Básico y dos veces jefe del Departamento de Lingüística y profesor Emérito de la Universidad Nacional Mayor de San Marcos (desde 1991). En esta casa de estudios se graduó de bachiller, doctor y licenciado en Literatura.
Realizó estudios de postgrado en Lingüística y Filología en el Instituto Caro y Cuervo de Bogotá, en la Universidad de la República de Montevideo, en el Consejo Superior de Investigaciones Científicas de Madrid y en el Colegio de México.
Fue docente en las universidades de Huamanga, La Cantuta, de Ica y San Marcos. A esta última dedicó buena parte de su vida docente.
Durante los años 1977 y 1979 tuvo a su cargo los cursos de Cultura Peruana y Español Americano en la Cátedra Hispánica y Filología Románica de la Universidad de Bucarest (Rumania).
En 1980 fue elegido Miembro de Número de la Academia Peruana de la Lengua y se incorporó a ella, al año siguiente, con un discurso de Elogio de don Andrés Bello en el bicentenario de su nacimiento.

## Algunas publicaciones
- Estructura y funcionamiento del lenguaje (1979)
- Introducción en la gramática del español contemporáneo (1984)
- Incorrecciones y anomalías en la formación de palabras (1985)
- El nivel sintáctico de la lengua español (1987).